# Steve Grossman
Steven Mark "Steve" Grossman (født 18. januar 1951 i New York City, død 13. august 2020) var en amerikansk saxofonist.
Grossman kom frem med Miles Davis sidst i 1960'erne, hvor han afløste Wayne Shorter.
Han spillede med Elvin Jones' gruppe fra først i 1970'erne og startede gruppen Stone Alliance i 1977 bl.a. med Don Alias og Gene Perla.
Grossman har siden spillet og indspillet med sine egne grupper med bl.a. Billy Higgins, McCoy Tyner, Jimmy Cobb og Michel Petrucciani.